# Sobekhotep IX
Sobekhotep IX (fl. XVII secolo a.C.) è stato un sovrano egizio inserito nella XIII dinastia.
La conoscenza di questo sovrano, il cui nome non compare in alcuna delle liste reali, deriva dal ritrovamento, di tre scarabei, recanti il suo nome inscritto nel cartiglio, simbolo di regalità.
| N5 | U2 | D36 |

| N5 | U2 | D36 |

| N5 | U2 | D36 |

| N5 | U2 | D36 |

| I3 · R4 |

| I3 · R4 |

| I3 · R4 |

| I3 · R4 |

m3 ˁ rˁ - sbk htp. Maara Sobekhotep, Maara Sobek è in pace.
Il nome di questo sovrano potrebbe trovarsi nelle righe perse. a causa del frammentarietà del documento (colonne 6 e 7), del Canone Reale.

## Cronologia
| Periodo                    | Dinastia      | periodo di regno                             |
| Secondo periodo intermedio | XIII dinastia | tra il 1660 a.C. ed il 1630 a.C. (± 50 anni) |

| Dinastie contemporanee | Capitale |
| XIV                    | varie    |
| XV                     | Avaris   |
| XVI                    | varie    |